# Дом отдыха «Шарголь»
Дом отдыха «Шарголь» — упразднённый в 2024 году населённый пункт в Комсомольском районе Хабаровского края. Входил в состав Галичного сельского поселения.

## История
Открылся в 1939 году на левом берегу Амура.
25 июня 2018 года база отдыха «Шарголь», которая ранее принадлежала Комсомольскому-на-Амуре авиационному заводу, закреплена за «Краевым Домом молодежи» и получила название «Город Юности».

## Население
| 2002 | 2010 | 2011 | 2012 | 2021 |
| ---- | ---- | ---- | ---- | ---- |
| 43   | ↘1   | →1   | →1   | ↗2   |